# Psiloderces grohotensis
Psiloderces grohotensis es una especie de araña araneomorfa del género Psiloderces, familia Psilodercidae. Fue descrita científicamente por Li & Chang, en 2020.
Habita en Borneo, Indonesia. El holotipo masculino mide 1,30 mm y el paratipo femenino 1,49 mm.